# Grotte de Montconfort
La grotte de Montconfort, parfois aussi appelée grotte de Montpezat, est un site magdalénien (Paléolithique supérieur), situé sur la commune de Saint-Martory, en Haute-Garonne, dans la région Occitanie, en France.
C'est la grotte ornée située le plus au nord dans la vallée de la Garonne. Comme la grotte de Gourdan, elle est caractérisée par son art pariétal éclairé par la lumière naturelle et associé à une occupation préhistorique.

## Situation
La grotte de Montconfort est située sur la commune de Saint-Martory, dans le sud de la Haute-Garonne, à 75 km au sud-ouest de Toulouse et 20 km à l'est de Saint-Gaudens, sur la rive gauche (côté ouest) de la Garonne, en aval de Saint-Martory.
Elle est voisine de la grotte de la Tourasse (dite aussi grotte de Montpezat, située pratiquement à l'aplomb de l'ancien château de Montpezat au nord-est de la ville, à un peu plus de 1 km de l'église, au lieu-dit la Tourasse). Le flanc de vallée forme là un promontoire s'avançant vers le sud et vers la Garonne, surmonté d'une plate-forme sur laquelle est assis le château.

## Description
Le porche de la grotte de Montconfort est orienté sud–sud-est et largement ouvert sur la vallée (5 × 3 m d'ouverture).
La grotte a une profondeur de 16 m. Son porche est prolongé par un vestibule long d'une dizaine de mètres et large de 5 m, suivi d'un coude puis d'un étroit couloir large d’environ 1 m.

## Géologie
La grotte se trouve dans le massif des Petites Pyrénées, qui correspond à la zone plissée sous-pyrénéenne.
La carte géologique montre le passage, à l'endroit précis de la grotte, d'une faille plus ou moins orientée est-ouest. 
D'après Chamaison, la grotte est creusée dans un calcaire du Sénonien. Plus précisément, le sommet de l'éperon est du calcaire nankin datant du Maastrichtien moyen (nomenclaturé « C7b » sur la carte géologique), le Maastrichtien (72,1 à 66 Ma) étant le dernier niveau du Sénonien ; la pente sud (très raide) entre le château et la Garonne est partagée entre ce calcaire nankin et les marnes de Saint-Martory datant du Maastrichtien inférieur (« C7a »). La transition avec le calcaire nankin est représentée par des bancs calcaréo-argileux gris, fossilifères.

## Historique
La grotte est connue depuis 1882, date à laquelle elle est fouillée par L. Darbas, conservateur du musée Labit à Toulouse.

## Mobilier
La grotte de Montconfort a livré plusieurs niveaux de foyers et de nombreuses pièces de mobilier magdalénien, dont des lames, parures, baguettes demi-rondes, etc., et notamment des sagaies de type Lussac-Angles. Montconfort s'ajoute ainsi à la courte liste des sites pyrénéens connus qui témoignent des relations entre le nord de l'Aquitaine et les régions méridionales, avec la diffusion de ces sagaies en direction du sud (Quercy, Pyrénées, région cantabrique). Dans les Pyrénées, ce sont Troubat (Hautes-Pyrénées), Marsoulas, les Scilles (grottes de Lespugue), Gourdan (Haute-Garonne), la Salle des Morts d'Enlène (Ariège), Montfort (Saint-Lizier, Ariège), Canecaude (Villardonnel, Aude).
Une queue de poisson isolée, rompue à sa naissance, a été recueillie avec quelques fragments d'aiguilles, des outils lamelleux en os, et quelques autres débris moins caractéristiques, dont une base de sagaie pointue à quatre pans. Il n'y avait aucun fragment de harpons ni de gravure simple.
L'outillage lithique inclut des grattoirs doubles en silex.

## Gravures pariétales
La grotte possède des gravures pariétales, découvertes en 1980 (selon É. Boche) ou 1985 (selon Aujoulat) par Jean-Paul Huot et attribuées au Magdalénien moyen par N. Aujoulat (1990). 
L'élément principal est une représentation de bison de 70 × 40 cm située à hauteur d'homme sur la paroi de gauche de la grotte. Une autre gravure se trouverait sur la même paroi, 80 cm à gauche du bison.
Ces gravures, proches de l'entrée, sont éclairées par la lumière naturelle. Elles ont été partiellement dégradées par les agents d'érosion naturels (gélifraction, écaillage, bactéries, corrosion). L'association pour le développement de la Préhistoire en Midi-Pyrénées a fait réaliser un moulage du panneau gravé en 1992.

## Restes humains
Burkitt, qui cite Hugo Obermaier, indique un crâne humain à usage de récipient, reste de squelette qu'Obermaier donnait pour solutréen,.

## Protection
La grotte est inscrite à l'inventaire supplémentaire des monuments historiques depuis le 8 février 1993. Elle est fermée au public et son entrée protégée par une grille.